# 渣男頌
〈渣男頌〉是美国歌手盖儿的一首歌曲。它于2021年8月13日通过大西洋唱片发行。由盖儿与萨拉·戴维斯和大卫·皮滕格共同编写，由皮特·纳皮制作。目前，歌曲已在奥地利、德国、爱尔兰、挪威及英国进入前10名，在荷兰、希腊、加拿大及新加坡进入前20名，而美国及西班牙则进入前100名。

## 背景和宣传
这首歌是这位年仅17岁的盖儿在2021年与大西洋签约以来的首张单曲。据盖儿的说法，这首歌是“来自一个努力成为善良、受人尊敬的前女友，以至于它对我产生了负面影响”。在接受《Tongue Tied Mag》采访时，盖儿解释了这首歌背后的灵感。她说：“分手后，我真的很努力地想成为一个好人。就像过度补偿一样。我们分手后的一周我打电话给他，就像“嘿，小伙子！”和“我的朋友怎么了？！”。
这首歌在发行后的几个月内取得了巨大的成就。直至2021年10月，全球流媒体播放量已超过1700万。

## 榜单成绩
| 榜单（2021年至22年）                 | 最高排名 |
| ------------------------------------ | -------- |
| 澳大利亚（澳大利亚唱片业协会單曲榜） | 2        |
| 奥地利（Ö3四十强单曲榜）             | 1        |
| 比利时佛兰德（Ultratop五十强单曲榜） | 2        |
| 比利时瓦隆（Ultratop五十强单曲榜）   | 1        |
| 巴西（巴西百强热歌榜）               | 76       |
| 加拿大（加拿大百强单曲榜）           | 2        |
| 独联体（Tophit独联体电台榜）         | 33       |
| 捷克（電台百強單曲榜）               | 2        |
| 捷克（百強數位單曲榜）               | 3        |
| 丹麥（Hitlisten单曲榜）              | 9        |
| 芬兰（芬蘭官方單曲榜）               | 1        |
| 法国（法國唱片出版業公會單曲榜）     | 4        |
| 德国（德國官方單曲榜）               | 1        |
| 全球（《公告牌》全球二百强单曲榜）   | 1        |
| 希腊（国际唱片业协会希腊分部）       | 4        |
| 危地马拉（拉美监控）                 | 16       |
| 匈牙利（四十强电台榜）               | 24       |
| 匈牙利（四十強單曲榜）               | 8        |
| 匈牙利（四十強串流榜）               | 4        |
| 印度（印度音乐产业协会）             | 5        |
| 印尼（《公告牌》）                   | 15       |
| 愛爾蘭（愛爾蘭唱片音樂協會单曲榜）   | 1        |
| 以色列（媒体森林）                   | 1        |
| 意大利（意大利音乐产业联盟单曲榜）   | 6        |
| 日本（《公告牌》海外单曲榜）         | 6        |
| 拉脱维亚（拉脱维亚四十强单曲榜）     | 1        |
| 立陶宛（AGATA）                      | 2        |
| 马来西亚（马来西亚唱片业协会）       | 1        |
| 荷兰（荷蘭四十強單曲榜）             | 3        |
| 荷兰（百强单曲榜）                   | 4        |
| 新西兰（新西兰唱片音乐协会单曲榜）   | 3        |
| 挪威（世道單曲榜）                   | 1        |
| 菲律宾（《公告牌》                   | 14       |
| 波蘭（波蘭百大電台榜）               | 3        |
| 葡萄牙（葡萄牙唱片業協會单曲榜）     | 31       |
| 俄罗斯（Tophit俄罗斯电台榜）         | 4        |
| 新加坡（新加坡唱片业协会）           | 2        |
| 斯洛伐克（百强数字单曲榜)            | 5        |
| 南非（南非唱片工业协会）             | 37       |
| 西班牙（西班牙音樂製作協會）         | 90       |
| 瑞典（瑞典最熱榜）                   | 8        |
| 瑞士（瑞士热门音乐榜）               | 4        |
| 英國（官方榜单公司單曲榜）           | 2        |
| 美国（《告示牌》百强单曲榜）         | 24       |
| 美国（《公告牌》搖滾热门歌曲榜）     | 2        |
| 美国（《公告牌》主流四十強單曲榜）   | 40       |

## 发行历史
| 国家/地区 | 发行日期       | 格式            | 唱片公司 | 来源   |
| --------- | -------------- | --------------- | -------- | ------ |
| 全球      | 2021年8月13日  | 數位下載 流媒体 | 大西洋   | [ 53 ] |
| 意大利    | 2021年11月26日 | 当代流行电台    | 华纳     | [ 54 ] |
| 美国      | 2021年12月7日  | 当代流行电台    | 大西洋   | [ 55 ] |